# 牧之原市
牧之原市（日语：／ Makinohara shi */?）為日本靜岡縣的市。成立于2005年10月11日，由榛原郡相良町、榛原町合併而成。

## 交通

### 空港
- 静岡機場

2009年6月4日啟用。旅客航廈、管制塔等部份在牧之原市側。

### 鐵道路線
- 東海道新幹線的静岡車站到掛川車站之間約有4.4km通過牧之原市北部（幾乎都是隧道區段、從静岡機場下方通過），市內沒有火車站。最近的車站是菊川車站、金谷車站及六合車站。
- 1918年到1968年8月為止有静岡鐵道駿遠線（日语：静岡鉄道駿遠線）通過。

### 港湾
重要港灣
- 御前崎港（日语：御前崎港）

地方港灣
- 榛原湊
- 相良港

### 道路
- 高速公路
  - 東名高速公路 相良牧之原IC
- 一般國道
  - 國道150號（日语：国道150号）
  - 國道473號（日语：国道473号）（終點）

## 出身名人
- 鈴木梅太郎（化學家，發現維生素B）
- 加藤英司（職業棒球選手，1987年引退）
- 靜實芽（寫真偶像）
- 植田和男（經濟學家、第32任日本銀行總裁）

## 外部連結
- 牧之原市 （页面存档备份，存于）
- OpenStreetMap上有關牧之原市的地理